# Marjorie Lane
Marjorie Lane (21 de febrero de 1912 – Santa Mónica (California), 2 de octubre de 2012) fue una cantante estadounidense de la década de los 30, conocida principalmente por ser la voz en las canciones de la actriz Eleanor Powell en las películas Born to Dance (1936), Broadway Melody of 1936, 
Rosalie (1937) y Broadway Melody of 1938.
Lane se casó con el actor Brian Donlevy desde 1936 hasta 1947 con el que tuvieron un hijo. Su carrera en el cine no se extendió más allá de la década de los 30. A menudo es confundida con otra cantante con el mismo nombre, que actuó en Broadway en 1913. 